# تیس پرینتس
تیس پرینتس (آلمانی: Thies Prinz؛ زادهٔ ۷ ژوئیهٔ ۱۹۹۸) بازیکن هاکی روی چمن اهل آلمان است.